# Ouffières
Ouffières (ⓘ) ist eine französische Gemeinde mit 197 Einwohnern (Stand 1. Januar 2022) im Département Calvados in der Region Normandie. Sie gehört zum Arrondissement Caen und zum Kanton Le Hom.
Ouffières grenzt an folgende Gemeinden:
| Trois-Monts La Caine  | Montillières-sur-Orne                       | Montillières-sur-Orne               |
| La Caine              | Kompassrose, die auf Nachbargemeinden zeigt | Les Moutiers-en-Cinglais Croisilles |
| Thury-Harcourt-le-Hom | Thury-Harcourt-le-Hom                       | Croisilles                          |

## Bevölkerungsentwicklung
| Jahr                       | 1962 | 1968 | 1975 | 1982 | 1990 | 1999 | 2007 | 2016 |
| Einwohner                  | 122  | 118  | 109  | 135  | 161  | 158  | 181  | 190  |
| Quellen: Cassini und INSEE |      |      |      |      |      |      |      |      |

## Sehenswürdigkeiten

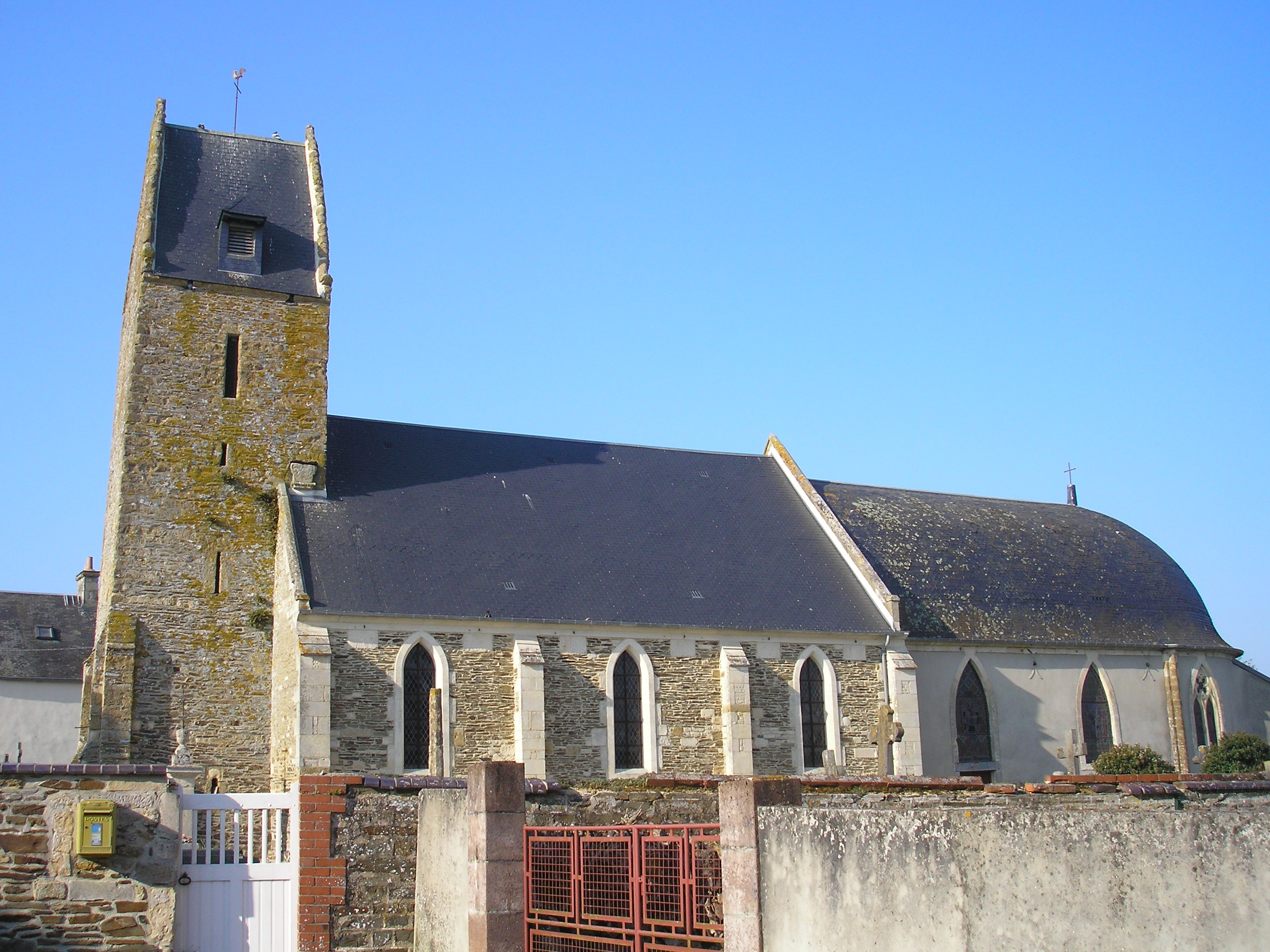
Kirche Saint-Mathieu-et-Saint-Lô
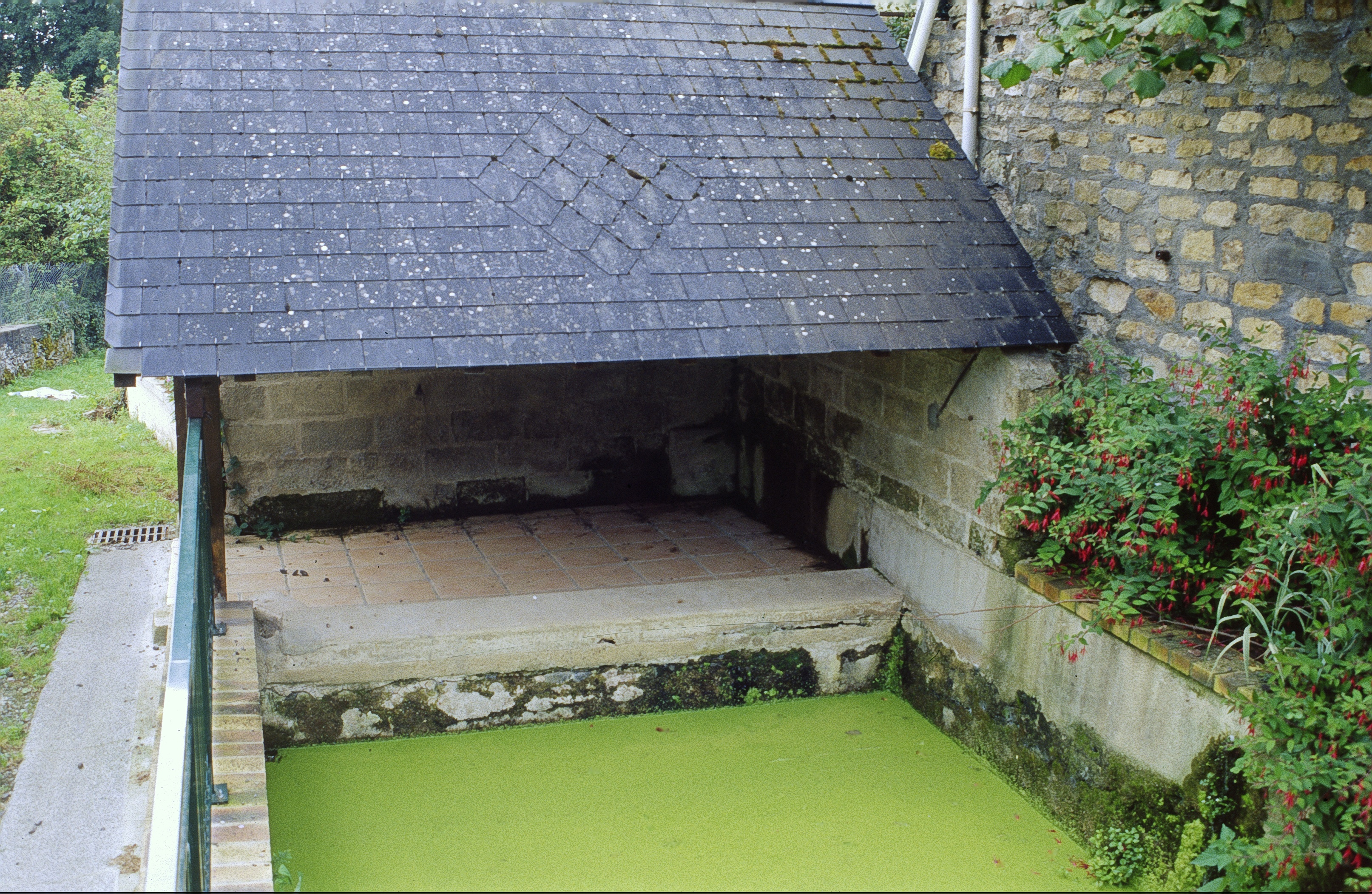
Waschhaus

- Kirche Saint-Mathieu-et-Saint-Lô
- Waschhaus (Lavoir) Neumer